# Hrvatska udruga za međunarodnu razmjenu studenata prirodnih i tehničkih znanosti
Hrvatska udruga za međunarodnu razmjenu studenata prirodnih i tehničkih znanosti IAESTE Croatia je nepolitička, neovisna, samostalna, nevladina i neprofitna međunarodna organizacija.

## Akronim
- Naziv Udruge na engleskom jeziku glasi: The International Association for Exchange of Students for Technical Experience
- Naziv Udruge na hrvatskom jeziku glasi: HUMRSPTZ - Hrvatska udruga za međunarodnu razmjenu studenata prirodnih i tehničkih znanosti

## Ciljevi Udruge
- Osigurati studentima stručno praktično iskustvo u inozemstvu s ciljem da studenti kroz rad na aplikativnim projektima i u suvremenim tehnološkim postrojenjima renomiranih stranih kompanija steknu praktično iskustvo koje je važno za produbljivanje i usavršavanje njihovog znanja.
- Potencirati promidžbu međunarodnog razumijevanja i dobre volje među studentima svih nacionalnosti bez obzira na rasu, spol ili vjeru.
- Pružiti hrvatskim poslodavcima visokokvalificirane i motivirane strane studente
- Biti izvor kulturnog bogatstva hrvatskim i stranim studentima te široj zajednici.

## Razvoj IAESTE

### Povijest IAESTE International
Drugi svjetski rat je u potpunosti promijenio europska društva. Društveni odnosi u europskim društvima zahvaćenim ratom naglo su evoluirali i otvorili ih iznutra, ali i prema drugima. Pored većeg razumijevanja i prihvaćanja svih avangardnih ideja, koje prije nisu shvaćane ozbiljno, nastala je opća klima obnove - kako materijalne, tako i duhovne i društvene.

Znalo se kako se ne smiju dopustiti novi ratovi, osobito u zemljama zapadne civilizacije. Stariji intelektualni krugovi smatrali su kako će bržom i jačom edukacijom utjecati na promjene u stvaranju istinskih civilnih društava koja više neće dopustiti ratne ideje.

Osobito snažne ideje dolazile su iz skandinavskih zemalja, zemalja Beneluksa i Francuske, te Velike Britanije. Oni najuporniji i entuzijastični znali su da ove ideje treba proširiti i izvan zapadne Europe, na nove komunističke zemlje, izvan Europe, pa i na bivše kolonizirane zemlje u Africi i Aziji.
Otvaranje Generalne konferencije 1948. godine
U takvom okružju stvarana je asocijacija IAESTE koja je nekoliko godina bila ideja u glavama entuzijasta londonskog Imperial College-a, osobito profesora Jamesa Newbyja. Na inicijativu Odbora za ljetne stručne prakse i edukaciju Imperial College-a u Londonu, u siječnju 1948. godine je osnovana asocijacija IAESTE. Nacionalni predstavnici 10 zemalja su bili prisutni: Belgija, Danska, Finska, Francuska, Nizozemska, Norveška, Švedska, Švicarska, UK, te Austrija su time postale prve članice asocijacije. Formalno je Austrija članicom postala sljedeće 1949. godine. Time je stvorena konfederacija nacionalnih odbora koji predstavljaju akademsku, gospodarsku, te studentsku sferu interesa.
Generalna konferencija 1948. godine
Jedan od prvih ciljeva je bio širenje ideje i dobivanje novih članica. Prvih nekoliko godina pristupile su SAD, Njemačka, Island, Izrael, Italija, Španjolska, te nakon njih 1952. godine Kanada i Jugoslavija. Širenje je time prešlo na druge kontinente, a 1956. i u Afriku, primanjem Južnoafričke Republike, te 1959. godine Tunisa.
Ubrzo je asocijacija ustrojila pravila međunarodne razmjene i tražila uključenje sve više tvrtki, industrija i znanstvenih institucija.

### Povijest IAESTE Croatia
Zagrebačko sveučilište je uz beogradsko, bilo inicijator brzog priključenja toj asocijaciji 1952. godine kao 16. članica. Dugo je djelovalo samo na ova dva sveučilišta a kasnije i na ljubljanskom. Širenje ideje IAESTE-a u Hrvatskoj je nastavljeno osnivanjem sveučilišta u Splitu i Rijeci, a dovršeno u Osijeku gdje je 1986. godine osnovan IAESTE lokalni odbor. Preko dvije tisuće studenata iz Hrvatske je od 1952. godine putovalo svijetom i ostvarilo stručne prakse u velikim i malim tvrtkama posredstvom IAESTE-a.
Raspadom bivše Jugoslavije Hrvatska je ubrzo dobila svoje priznato mjesto u IAESTE asocijaciji. 16. siječnja 1992. godine dobila je status pridružene članice, te punopravne članice 15. siječnja 1993. godine. Unatoč ratu i nevoljama asocijacija je održana i nastavila s radom i u teškim trenucima. Novi uzlet međunarodna razmjena u Hrvatskoj je doživjela potpunim završetkom rata tako da je posljednjih 5 godina međunarodna razmjena udvostručena i svake godine prelazi brojku 100.
Mnogi naši istaknuti profesori, znanstvenici i dužnosnici pamte stručnu praksu IAESTE-a u inozemstvu.  

## Mreža IAESTE
Međunarodni IAESTE je mreža od:
- 55 punopravnih zemalja članica
- 8 pridruženih zemalja članica
- 23 pripravnice za pridruženo članstvo

IAESTE Croatia ima podružnice na:
- Sveučilištu u Osijeku
- Sveučilište u Puli
- Sveučilištu u Rijeci
- Sveučilištu u Zagrebu

## Struktura
Hrvatska udruga za međunarodnu razmjenu studenata prirodnih i tehničkih znanosti IAESTE Croatia je nepolitička, neovisna, samostalna, nevladina i neprofitna međunarodna organizacija. Registrirana je kao udruga studenata pri Ministarstvu znanosti i tehnologije Republike Hrvatske, a ujedno i kao udruga građana pri Zavodu za državnu upravu pod brojem MB01441094 prema Zakonu o udrugama građana.
Djeluje s četiri ustrojstvena oblika (lokalna odbora) pri svim sveučilištima u Republici Hrvatskoj:
Sveučilištu u Zagrebu,
Sveučilištu u Osijeku,
Sveučilištu u Rijeci i
Sveučilištu u Puli.
Udruga ima svojstvo pravne osobe i posjeduje statut koji je ovjeren od strane mjerodavnih službi te niz dodatnih pravilnika i odluka s kojima se definira legalno i pravno funkcioniranje Udruge.
Opstanak IAESTE-a u Hrvatskoj osiguran je dobrovoljnim radom studenata na prikupljanju stručnih praksi i sponzorstava, na organiziranju prihvata stranih studenata i ostalih svakodnevnih poslova.
Dijagram organizacijske strukture IAESTE Croatia: Image pending...

## Razmjena
Razmjena u IAESTE-u funkcionira po principu reprociteta, tj. 1 : 1. Broj primljenih (incoming) studenata jednak je broju poslanih (outgoing) studenata.
Studenti dodiplomskog studija imaju pravo na 2 stručne prakse u inozemstvu a na treću praksu mogu ići studenti postdiplomskog studija. U jednoj akademskoj godini moguće je ići samo na 1 stručnu praksu.
Proces dobivanja stručne prakse traje čitavu godinu s početkom u listopadu. Proces je vrlo temeljit i detaljan i daje izvrsne rezultate već preko 50 godina.

### Godišnji ciklus
- Listopad

Traženje radnih mjesta u tvrtkama i institucijama prirodno - matematičkog te tehničkog ili inženjerskog sektora hrvatskog gospodarstva. Ova aktivnost traje do kraja prosinca, dakle gotovo 3 mjeseca.
- Studeni

Tijekom studenog traje prijava hrvatskih studenata za stručnu praksu u inozemstvu. Prijava se vrši preko interneta a studenti su također dužni donijeti tražene dokumente u ured IAESTE-a. 

Prilikom prijave na natječaj vrednuje se uspjeh na fakultetu, rad u IAESTE-u, znanje stranog jezika i rektorova nagrada. Ovim procesom IAESTE Croatia jamči da će zemljama članicama poslati najbolje studente koje će oni smjestiti na stručne prakse kod svojih partnera (strane tvrtke i institucije).

Vrednovanjem rada u IAESTE-u u obliku dodatnih bodova prilikom natječaja odaje se zahvalnost članovima – redovnim studentima bez čijeg volonterskog rada ne bi bilo ove plemenite djelatnosti.
- Prosinac

Objava rezultata natječaja. Priprema za Godišnju konferenciju međunarodnog IAESTE-a.
- Siječanj

Generalna konferencija IAESTE-a. Na ovom događaju održavaju se bilateralni sastanci zemlja članica na kojima se razmjenjuju sakupljene stručne prakse.

Nacionalna skupština IAESTE Croatia. Na ovom događaju se razdijeljuju razmjenjene stručne prakse između podružnica u Zagrebu, Osijeku, Rijeci i Puli.
- Veljača

U veljači se vrši nominacija studenata na stručne prakse u inozemstvu.

Nacionalni ured IAESTE-a zaprima sve nominacije i prosljeđuje ih zemljama članicama.
- Ožujak - Svibanj

U ovom periodu pristižu nominacije stranih studenata koje se kontroliraju i prosljeđuju u hrvatske tvrtke.

U isto vrijeme stižu informacije o statusu nominacija hrvatskih studenata na stručne prakse u inozemstvu te se one prosljeđuju istima.
- Lipanj - Rujan

U ovom periodu se odrađuje 90% stručnih praksi dok se samo manji dio praksi odrađuje prije ili poslije ljeta.

Članovi IAESTE-a dočekuju strane studente pri dolasku u Hrvatsku, brinu o njima i organiziraju događaje na kojima se okupljaju svi strani studenti a u svrhu upoznavanja i promidžbe Hrvatske.
- Rujan - Listopad

U ovom periodu se vrši evaluacija razmjene u protekloj akademskoj godini.

Izrađuju se statistike da bi se brojčano utvrdio obujam razmjene. Da bi se utvrdila kvaliteta odrađenih praksi sakupljaju se popunjeni student i employers reporti. U popunjavanju tih reportova sudjeluju hrvatski i strani studenti te njihovi poslodavci.

Sve zemlje članice popunjavaju i tzv. Quality Assurance form u kojem ocjenjuju kvalitetu i efikasnost rada drugih zemalja s kojima su surađivali u protekloj godini.

Svi rezultati objavljuju se u godišnjem izvještaju međunarodnog IAESTE-a.

## Generalna konferencija
Razmjena međunoradnih praksi se vrši na Generalnoj konferenciji. Generalna konferencija je najviša manifestacija svjetskog IAESTE-a, događaj kojim započinje ciklus međunarodne razmjene studenata i jedinstvena prilika za okupljanje članova i djelatnika IAESTE-a iz cijelog svijeta. Tijekom tjedan dana, delegati iz cijelog svijeta razmjenjuju prakse sakupljene u svojim zemljama s ostalima po principu reciprociteta i time stvaraju temelje za razmjenu studenata tijekom cijele naredne godine.
Osim razmjene, po tradiciji se održava i skupština na najvišoj razini na kojoj se donose i najvažnije odluke, te administrativne radionice na kojima delegati dijele svoja iskustva i nastoje pridonijeti poboljšanju kvalitete rada cijele organizacije. Tih tjedan dana bjesomučne aktivnosti i kaotične razmjene je nezaboravno iskustvo za svakog sudionika konferencije i fantastična prilika za upoznavanje ljudi iz čitavog svijeta, te zemlje-domaćina koja već po tradiciji organizira društvene aktivnosti tijekom konferencije i putovanja nakon iste.